# Lomaria orbiculata
Lomaria orbiculata là một loài thực vật có mạch trong họ Blechnaceae. Loài này được (Poir.) Desv. mô tả khoa học đầu tiên năm 1827.